# Neutronowa analiza aktywacyjna oparta na promieniowaniu natychmiastowym
Neutronowa analiza aktywacyjna oparta na promieniowaniu natychmiastowym (PGAA, PGNAA, ang. prompt gamma-ray neutron activation analysis) – odmiana neutronowej analizy aktywacyjnej (NAA) polegająca na umieszczeniu badanej próbki w wiązce neutronów (termicznych lub zimnych) i rejestracji emitowanego promieniowania gamma. 

## Zasada analizy
Jądra atomowe pierwiastków zawartych w próbce pochłaniają neutrony z prawdopodobieństwem określonym przez przekrój czynny, emitując przy tym kwanty gamma. Energia emitowanego promieniowania pozwala określić, jakie pierwiastki występują w próbce, a jego intensywność odpowiada masie danego pierwiastka w próbce. Emitowane promieniowanie jest rejestrowane przez detektor promieniowania gamma, zwykle detektor germanowy. Jego energia sięga 10 MeV (w reakcji wychwytu neutronu przez jądro 14N emitowany jest kwant gamma o energii 10,8 MeV), podczas gdy energia promieniowania emitowanego w naturalnych rozpadach promieniotwórczych w praktyce nie przekracza 3 MeV (np. dla 208Tl jest to 2,614 MeV). Podstawową różnicą w stosunku do klasycznej analizy aktywacyjnej jest rejestracja promieniowania emitowanego w trakcie naświetlania próbki neutronami, podczas gdy w NAA mierzone jest promieniowanie po pewnym czasie od naświetlania (a więc jest to pomiar aktywności promieniotwórczej produktów aktywacji).

## Zastosowanie
PGAA jest metodą nieniszczącą i z tego powodu jest chętnie używana do badania składu cennych i unikalnych próbek, takich jak dzieła sztuki, znaleziska archeologiczne itp. Jej wielką zaletą jest szeroka gama pierwiastków możliwych do oznaczenia oraz duży zakres oznaczanych stężeń (dla wielu pierwiastków oznaczalność sięga pojedynczych ppm). Typowy pomiar (zależnie od masy próbki i intensywności wiązki neutronów) trwa od kilku minut do kilku godzin. Zależnie od składu próbki i czasu pomiaru próbka po pomiarze może wykazywać pewną radioaktywność, jednak z reguły po kilku dniach lub tygodniach radioaktywność ta spada do poziomu tła. Jako źródło neutronów najlepiej sprawdza się reaktor jądrowy, choć możliwe jest też zastosowanie generatorów neutronów, źródeł spalacyjnych i innych. W Europie aparaturą do PGAA dysponuje m.in. Uniwersytet Techniczny w Monachium oraz Centrum Jądrowe w Budapeszcie.